# Гамбара, Вероника
Веро́ника Га́мбара, графиня Корреджио (итал. Veronica Gambara, 29 ноября 1485, Пральбоино — 13 июня 1550, Корреджо) — итальянская поэтесса и государственный деятель эпохи Ренессанса, владетельница города Корреджо. Её произведения, большей частью сонеты, отличаются нежностью чувства, изящностью и чистотой стиля.

## Биография
Родилась вблизи Брешии (Ломбардия, Италия) во владетельной семье. Одна из семерых детей правителя Брешии — графа Джанфранческо де Гамбара и его кузины Альды Пио да Карпи. Её родня славилась видными интеллектуалами, среди которых были, например, бабушка Джиневра Ногарола и сестра Джиневры Изотта Ногарола, а также тётка по материнской линии Эмилия Пиа да Монтефельтро, которую Кастильоне использует в качестве персонажа в своем «Придворном». В возрасте 17 лет она вступила в переписку с главой петраркистов, Пьетро Бембо, который позже стал её ментором
Получила прекрасное образование, с ранних лет занимаясь литературой, философией и иностранными языками. Умела сочинять стихи на латыни. «У неё был быстрый ум и превосходная память, в поздние годы она продемонстрировала себя как превосходный сочинитель писем и блестящий дипломат; единственное, на что поскупилась Природа, одаряя её — была красота. Её черты были откровенно уродливыми — грубыми и мужскими, но все это искупалось её глазами и их оживленным выражением». Голос её был очень музыкальным и мелодичным, её речи приковывали внимание. Её первый биограф и друг Ринальдо Корсо, писал о ней: «если бы её лицо было таким же, как её тело, она обладала бы идеальной красотой… …но хоть и не безобразная, она не была хорошенькой, однако этот недостаток всецело искупался её красноречием. Она говорила так оживленно и остроумно, что любой, кто слышал её, старался навестить её снова».

### Брак
В 1508 году состоялась помолвка Вероники со своим кузеном, Гиберто Х (VII), графом Корреджио, кондотьером. У 50-летнего вдовца было уже две дочери (от Виоланты Рико, потомка Пико делла Мирандола), в то время как Веронике было 23 года. В 1509 году они поженились в Амальфи. Она сильно привязалась к своему мужу.
У пары было два сына: Иполлито (1510-1552), который стал кондотьером, как и отец, и 24 января 1534 года женился на своей кузине Кьяре да Корреджо, и Джироламо (1511-1572), будущий кардинал. Крестной матерью старшего мальчика стала Изабелла д'Эсте.
Свой маленький двор Вероника превратила в подобие литературного салона, где себя прекрасно чувствовали ренессансные гуманисты.

Ах, какие дамы, прекрасные и разумные,

Ах, какие рыцари блещут на берегу! (…)

Вместе с ними Вероника Гамбара,

Избранница Феба и Аонид.

Ариосто. «Неистовый Роланд», XLVI, 3

Ариосто, побывав у неё в гостях в 1531 году, упомянул её «Неистовом Роланде» среди её младших родственниц. Бернардо Тассо восхвалял её поэзию в своем «Амадисе Гальском» (1560). Когда Пьетро Бембо наконец, после долгой переписки, встретился с ней лично (в 1504 году, в Брешии), он начал к ней обращаться как к «Беренике» — тем же именем он назвал самого добродетельного персонажа своего диалога «Gli Asolani» (1505). Пьетро Аретино воспевал её «gloriouse fatiche» («славные труды») в прологе ко второму изданию своей «Куртизанки» (1534) и воздает ей честь, напечатав в 1537 году её стихи по случаю его возлюбленной Анжелы Торнибени да Падова; однажды, впрочем, он назвал поэтессу «увенченная лавром блудница», хотя в другие моменты находился с ней в весьма дружеской переписке.
Вероника была патронессой местного художника Антонио Аллегри, который вошёл в мировую историю под прозвищем Корреджо; она рекомендовала его мантуанскому герцогу, а он (согласно одной из версий) оставил её портрет. Также он расписал виллу Вероники, которая не сохранилась.
В 1511 вместе с двором по причине чумы в городе покинула Корреджио и находилась в Мантуе вместе со своей вдовой матерью. В 1512 году, из-за похорон отца навещая мать в Брешии, была застигнута осадой города венецианцами, но была спасена, когда осаду сняли французы под предводительством Гастона де Фуа..
Находилась в 1515 году в Болонье во время исторической встречи нового короля Франциска I и папы Льва X, причем король был ею очарован.

### Вдовство
После смерти супруга 16 августа 1518 года Вероника выразила свою печаль в сочинениях и взяла на себя заботу о состоянии мужа, управление городом и воспитание детей. Она навсегда надела траурный наряд, отделывала комнаты черным и, как свидетельствует её письмо, завела в конюшне четверку лошадей вороной масти как соответствующий знак своей скорби. Над дверью в свои апартаменты она приказала вырезать латинскую надпись из «Энеиды», где говорилось о Дидоне, покинутой Энеем:

Ille meos, primus qui me sibi iunxit, amores abstulit;

Ille habeat secum servetque sepulchro (IV, 28-29)

(Тот любовь мою взял, кто первым со мной сочетался,

Пусть он её сохранит и владеет ею за гробом!)

Одну из своих приёмных дочерей, Констанцу, Вероника выдала замуж за Алессандро Гонзага, графа Новеллара, а вторую, Джиневру, за графа Паоло Фрегосо из Генуи.
Вероника сыграла важную роль в истории города Корреджио во времена итальянских войн императора Карла V и короля Франциска I. Вместе со своими братьями Бруноро и Уберто она отказалась от профранцузских настроений в своей семье и встала на сторону императора. Она адресовала монархам стихи, повествующие о необходимости мира.
В 1520 году Вероника получила от императора Карла инвеституру на земли Корреджо для своих сыновей. А в 1522 году она посетила Парму, в 1524 году Феррару и Венецию, а затем вернулась в Корреджио. В 1526 году она вооружила своих горожан на оборону против набега, возглавляемого Фабрицио Марамальдо.
C 1528 года её брат кардинал Уберто Гамбара управлял Болоньей от имени папы в должности вице-легата. Кардинал обеспечил её старшему сыну хорошую военную должность, а 17-летнего младшего, прелата, он взял к себе учить дипломатии и тонкостям придворной жизни. Вероника осталась в Болонье некоторое время, открыв свою гостиную для публики, возможно, по поручению брата-кардинала, соблюдавшего целибат, но нуждавшегося в «первой леди». Её салон посещали Пьетро Бембо, Франческо Мольца, Джанджорджо Триссино, Маркантонио Фламинио, Клаудио Толомеи.
На коронации Карла 24 февраля 1530 года в Болонье, как указывают, Вероника помогла устроить временное примирение между враждующими группировками. 23 марта 1530 (двухдневный визит) и в январе 1533 года император посетил её город (этому событию посвящена еще одна картина Корреджо). Во время первого визита, ради которого она вернулась в город из Болоньи, император подписал с ней договор, позже нарушенный, о том, что Корреджио не будет подвергаться осадам. В 1535 году она была в Неаполе после возвращения Карла из Туниса.
В 1538 году она организовала успешную оборону своего города от соседнего герцога Галлеото Пико делла Мирандола. Сохранились письма, в которых она описывает голод и чуму, от которых страдают осаждённые горожане.
Между 1546 и 1550 годами император уже выплатил городу сумму на строительство крепостных стен, желая иметь в своих владениях крепость. Все эти события свидетельствуют о её активной деятельности, заботливости, проницательности и успехе в качестве политика и государственного деятеля.
В 1549 году Вероника сопровождала свою невестку в Мантую на свадьбу герцога Франческо III c Екатериной Австрийской. Вернувшись оттуда, она скончалась в 1550 году. Похоронена рядом с мужем в церкви Св. Доминика. Обе могилы уничтожены в 1556 году испанцами, удерживавшими город против войск папы и его союзников.

## Творчество
Сохранилось 80 её стихов и 150 писем (современное критическое издание Алана Баллока в настоящий момент атрибутирует ей 67 стихотворных произведений). Большинство её произведений — сонеты, хотя также Вероника писала мадригалы, баллады и станцы. Кроме политических произведений она писала на тему любви, религии и пасторали.
Поэма Вероники «Quando miro la terra ornata e bella» входила во многие антологии ренессансной лирики и обладала таким качеством, что даже приписывалась иногда Виттории Колонна. Это стихотворение было адресовано Козимо I, герцогу Флоренции. Предполагают, что в ответ на это стихотворение герцог дал Иполлито, сыну Вероники, в управление Сиену.
До свадьбы темой стихов Вероники была драматизация борьбы с домогательствами мужчин, ищущими её любви, тоска и отсутствие самоуважения. Став замужней женщиной, Вероника начала писать более спокойные произведения (по крайней мере, пока не скончался её супруг). Есть ряд сочинений, написанных с дипломатическими (практически льстивыми) целями. Самые известные её стихи воспевают пейзаж, оплакивают смерть супруга и отдельных поэтов и друзей, восхваляют сильных политиков и воспевают дружбу с поэтами. Преобладает любовная лирика, часть которой несёт явные автобиографические черты. Настроение произведений часто печальное, с гневом, обращённым против себя. Встречаются и эротические моменты.
Из самых потаенных сердца гротов,

В доспехе полном, в боевом настрое

Желания и страсти плотным строем

На бой спешат, хотя мой Разум против.

Он, в ужасе сбежав, успел в полобороте

Предупредить, что  направление злое.

Увы, приказы не слышны моим героям,

И в сладострастных чувств тону водовороте.

Грехов полна, в плену у слабой плоти,

Теряю идеалов благородных знанье,

Что следовать потребно даме вечно.

Вверяюсь я, Господь, Твоей заботе!

От глупостей спаси! Услышь мое желанье!

Без помощи Твоей – душой навек увечна.
Литературоведы пишут: «глубокое знание культуры и мастерство поэтического стиля позволили поэтессе достичь безупречных результатов с точки зрения формы, однако стилистическое совершенство в её стихах не было подтверждено глубиной переживаемого чувства. Если в письмах, считающихся одним из лучших образцов эпистолярной прозы XVI века, поэтесса демонстрирует живость и оригинальность мысли, то её поэзия представляется скорее литературным „экзерсисом“, лишённым настоящего вдохновения. Поэтическое творчество Гамбары рассматривается в рамках петраркизма XVI века, но её текстам присуща излишняя рациональность, исключающая всякий чувственный порыв и оставляющая впечатление отстранённости и искусственности. Умение поэтессы „нарисовать“ идиллические пейзажи и образы ценил Дж. Леопарди: в этой её способности он находил признак противостояния между безмятежной красотой природы и несчастьем, на которое обречён человек в условиях своего бытия». 
Её мадригалы клал на музыку Вичентино, Тромбончино и Лука Маренцио.
Адресатами писем Вероники были члены её семьи, друзья и несколько влиятельных людей. В число её эпистолярных друзей входили Пьетро Бембо, переводчик и грамматик Ринальдо Корсо, композитор Клаудио Меруло, философ Ломбарди, гуманист Элио Джулио Кротто, учёный Джироламо Ручелли а также Ариосто и дель Васто, Изабелла д’Эсте и Виттория Колонна (последние две — скорее из политических соображений, а не дружеских). Сохранились письма: 1 — к Бернардо Тассо, 2 — к Триссино, 10 — к Бембо, 11 — к Аретино и др.

### Ненапечатанная любовная лирика
Классические сборники Гамбары оставляли многие её стихотворения ненапечатанными. С 1553 по 1995 годы стандарт «полного» издания тем не менее исключал её любовные стихотворения. Все стихи, которые сумел опубликовать Коста в 1890 году под заглавием Sonetti Amorosi Inediti o Rari di Veronica Gambara da Correggio, являются любовными, полными отчаяния и пессимизма, что заставляет считать, основываясь на истории её жизни, что у Вероники были любовники до и после замужества. Семья Гамбары, занимавшаяся изданием её трудов, не желала, чтобы о подобных вещах было известно, так как это противоречило бы традиционному образу целомудренной дамы, чья жизнь была посвящена городу, литературе и сыновьям. Поэтому первое место отводилось патриотическим стихам, затем переписке с Бембо и Колонна (уважаемыми гуманистами).
Редкий случай её датированного творчества — выход в печати в 1504 году «Or passata è la speranza» вместе с другой лирикой, которую положил на музыку композитор Тромбончино. К 1530 году её поэзия была известна на полуострове, с 1535 года её стихотворения начинают включать в антологии. Сама Гамбара не занималась печатью своих трудов.
Посмертно ряд её стихов был напечатан в Венеции в сборнике «Rime di diversi eccellenti autori bresciani» (1554). «Fiori delle rime dei poeti illustri» были изданы в Венеции в 1558 году. Также её напечатали в самом раннем из сборников, полностью посвященных женской поэзии — «Rime diverse d’alcune nobilissime, et virtuosissime donne» (1559).
Феличе Риццарди был первым редактором, кто издал книгу, состоящую исключительно из её произведений — только в 1759 году в Брешии вышли «Стихотворения и письма» («Rime e lettere»). Он собрал 42 произведения, распределив их в хронологическом порядке по своему разумению.